# آنا فرناندس
آنا فرناندز (به اسپانیایی: Ana Fernández) با نام کامل آنا ایبیس فرناندس وایه (Ana Ibis Fernández Valle)، ورزشکار زن رشتهٔ والیبال اهل کشور کوبا است. وی در بین سال‌های ‎۱۹۹۲ تا ۲۰۰۴ میلادی در مسابقات بازی‌های المپیک تابستانی در مجموع ۴ مدال، شامل ۳ مدال طلا و ۱ برنز را کسب کرد.